# Движение национального освобождения (Гватемала)
Движение национального освобождения (исп. Movimiento de Liberación Nacional; MLN) — гватемальская ультраправая политическая партия 1960—1990-х годов. Создано по инициативе Марио Сандоваля Аларкона. Выступало политической опорой антикоммунистических военных режимов, но занимало более жёсткие позиции, нежели военные правительства. Идеологически было близко к неофашизму. Располагало военизированным формированием Mano Blanca, активно участвовало в гражданской войне. Являлось гватемальским отделением ВАКЛ. Прекратило деятельность после мирного урегулирования.

## Создание и продвижение
26 июля 1957 года был убит правый президент Гватемалы полковник Кастильо Армас. После нескольких месяцев «промежуточного» правления власть перешла к генералу Идигорасу Фуэнтесу. Положение в стране осложнилось и обострилось, отмечалась активизация левых сторонников Хакобо Арбенса, свергнутого Кастильо Армасом в 1954 году.
В партии Национально-демократическое движение (создано Кастильо Армасом после прихода к власти) выделилось крайне правое крыло, возглавленное бывшим секретарём Армаса ультраправым активистом Марио Сандовалем Аларконом. На его базе было создано Движение национального освобождения (MLN). Формальное учреждение MLN состоялось в 1960 году, но реально партия действовала с 1958 года.
В 1963 году Идигорас Фуэнтес был свергнут военным заговором полковника Энрике Перальта Асурдиа. Одним из последствий переворота стало усиление позиций MLN, превратившегося в главного гражданского партнёра военных властей. На выборах 1970 года президентом был избран поддержанный MLN Арана Осорио. В 1974—1978 годах Сандоваль Аларкон занимал пост вице-президента и играл в управлении Гватемалой не меньшую роль, нежели номинальный глава государства Эухенио Лагеруд Гарсиа.

## Идеология и политика в гражданской войне
Идеология MLN отражала взгляды Марио Сандоваля Аларкона, которые он с некоторыми оговорками определял как фашистские. Политический курс основывался на антикоммунизме и антимарксизме. Сандоваль Аларкон был активным деятелем ВАКЛ, на базе MLN в Гватемале сформировался центральноамериканский региональный центр Лиги. MLN оказывала политическое и организационное содействие таким организациям, как никарагуанский Легион 15 сентября и сальвадорский Националистический республиканский альянс.
Аффилированное с партией военизированное формирование Mano Blanca активно участвовало в гражданской войне против левых повстанцев. При этом удары наносились не только по партизанам и коммунистическим активистам, но и по невооружённой левой интеллигенции. Вместе с гватемальской армией «эскадроны» Сандоваля Аларкона терроризировали население индейских деревень, считая крестьян-индейцев сообщниками прокоммунистических партизан. Со своей стороны MLN тоже несло потери, в 1969—1970 годах были убиты несколько видных партийных деятелей, предпринималась попытка покушения на Сандоваля Аларкона.
MLN отстаивало интересы креолов и «ладинос», финансирование партии поступало от землевладельцев и буржуазии, оплачивавших охранные услуги Mano Blanca. В то же время партия была популярна и в среде городского среднего класса, мелких собственников, части наёмных работников. В идеологии MLN звучали фашистские мотивы «Третьего пути»: Сандоваль Аларкон причислял к врагам MLN не только коммунистов и любых марксистов, но и консервативных «реакционеров».

## Спад влияния
С конца 1970-х отношения MLN с государственными структурами, особенно с армейским командованием, заметно осложнились. Генералитет и офицерство были недовольны претензиями гражданских ультраправых на самостоятельную политическую роль. В марте 1982 года Марио Сандоваль Аларкон баллотировался в президенты, но победителем был объявлен кандидат военной верхушки Анхель Анибаль Гевара. MLN назвало выборы сфальсифицированными и не признала результатов (аналогично поступили и гватемальские левые).
Две недели спустя генерал Эфраин Риос Монтт совершил военный переворот. MLN выступило в его поддержку. Лионель Сисниега Отеро, ближайший сподвижник Сандоваля Аларкона и его кандидат в вице-президенты, участвовал в заговоре и приветствовал «решение армии вернуть Гватемалу на путь демократии для всего населения». Однако в своей антикоммунистической политике Риос Монтт опирался не на городские «эскадроны смерти», а на массовое движение сельских «патрулерос». В этих условиях политическое влияние MLN пошло на спад. В 1983 Сисниега Отеро — второе лицо и один из основателей партии — покинул MLN и создал Партию антикоммунистического единства, лояльную Риосу Монтту.
После отстранения Риоса Монтта от власти MLN попыталось восстановить свои позиции. На выборах в Конституционную ассамблею 1984 года партия выступала в составе правого блока, сформировавшего наиболее многочисленную фракцию, но само MLN получило около 16 % голосов. На президентских выборах 1985 года Марио Сандоваль Аларкон собрал 12,5 %, блок MLN с Институционно-демократической партией (политическая организация военного руководства) получил в парламенте 12 мест из 100. Победу одержала Христианско-демократическая партия и её лидер Винисио Сересо. В этих результатах выразилось отторжение гватемальским обществом экстремизма и насилия любой политической окраски.

## Мирный период — дезактуализация и самороспуск
Изменение общемировой политической ситуации во второй половине 1980-х годов отразилось и в Центральной Америке. Между участниками гражданских войн в Никарагуа, в Сальвадоре и в Гватемале начался политический диалог, приведший к мирным соглашениям. В этих условиях идеология и политика MLN утратили актуальность. В новом политическом раскладе гватемальские ультраправые (в отличие от сальвадорского ARENA) не нашли себе места.
На выборах 1990 года MLN получило всего 5,2 % голосов и 3 парламентских мандата. В 1995 году поддержка снизилась до 3,2 % и 1 мандата. В 1999 MLN самораспустилось.